# Kosrae-Sumpfhuhn
Das Kosrae-Sumpfhuhn  (Zapornia monasa, Syn.: Porzana monasa, Nesophylax monasa), auch als Karolinenralle bezeichnet, ist ein ausgestorbener Vogel aus der Familie der Rallenvögel. Es kam auf der zu den Karolinen gehörenden Insel Kosrae und vermutlich auch auf der Insel Ponape im südwestlichen Pazifik vor. Sein bevorzugter Lebensraum waren Küstensümpfe und Marschen mit einer Vegetation aus Taro (Colocasia esculenta).

## Beschreibung
Es wurde 1827 von Heinrich von Kittlitz entdeckt und 1858 als Rallus monasa erstbeschrieben. Von Kittlitz beschrieb das Gefieder als allgemein schwarz mit blauem Glanz. Die Federkiele waren etwas bräunlicher. Das Gesicht und die Mitte der Kehle waren braun. Die Oberfläche des Schwanzes war schwarz-braun. Die Unterschwanzdecken wiesen weiße Flecken auf. Die inneren Flügeldecken waren bräunlich und weiß gepunktet. Der äußere Rand der ersten Handschwinge war blass-braun. Iris, Beine und Füße und hatten eine rötliche Färbung. Der Schnabel war schwarz. Die Länge betrug 18 cm. Unsichere Daten bestehen hinsichtlich seiner Flugfähigkeit. Röntgenmessungen der Carpometacarpii lassen vermuten, dass es flugunfähig war. Sein einheimischer Name nay-tay-mai-not bedeutet allerdings übersetzt „die, die im Taro landen“, was wiederum auf eine bedingte Flugfähigkeit hindeuten könnte.

## Aussterben
Das Kosrae-Sumpfhuhn ist nur von zwei Exemplaren bekannt geworden, die im Dezember 1827 von Heinrich von Kittlitz in den Sümpfen von Kosrae geschossen wurden und sich heute in der Russischen Akademie der Wissenschaften in Sankt Petersburg befinden. Die Geschichte seines Verschwindens ist der des Kosrae-Singstars (einer anderen ausgestorbenen Vogelart von Kosrae) sehr ähnlich. Von Kittlitz berichtete, dass dieser Vogel bereits 1828 selten anzutreffen und sein Ruf nur selten zu hören gewesen sei. 1880 konnte der deutsche Ornithologe Otto Finsch das Kosrae-Sumpfhuhn nicht mehr nachweisen und auch die Whitney-Expedition des American Museum of Natural History im Jahre 1931 blieb erfolglos bei der Suche nach dieser Art. Durch seine vermutliche Flugunfähigkeit war es offenbar ein leichtes Opfer für Ratten, die während der 1830er und 1840er Jahre von Missionars- oder Walfangschiffen entkommen konnten und sich auf Kosrae ausgebreitet haben.